# Keith Ripley
Keith Ripley (Normanton, 29 de marzo de 1935 – Normanton, 5 de noviembre de 2012) fue un futbolista británico que jugó en la posición de mediocampista.
Durante su carrera, Ripley jugó en Leeds United, Norwich City, Peterborough United, Mansfield Town y Doncaster Rovers. Murió a la edad de 77 años después de una larga enfermedad.